# 加德納鎮區 (約翰遜縣)
加德納鎮區（英語：Gardner Township）為位在美國堪薩斯州約翰遜縣的鎮區。2010年美国人口普查中該鎮區人口有2,143人。

## 地理
根據美國地質調查局的資料，加德納鎮區涵蓋面積101.6平方（39.2平方英里），其中101.1平方公里為陸地，另外0.5平方公里為水域。

### 非建制地區
- 新森楚里（New Century）

### 鄰近鎮區
- 約翰遜縣
  - （西北）
  - 麥卡米什鎮區（西）
  - 奧拉西鎮區（東北）

### 墓園
此鎮區僅有1座墓園：加德納墓園（Gardner Cemetery）。

### 主要公路
- 35號州際公路
- 50號美國國道
- 56號美國國道
- 169號美國國道
- 7號堪薩斯州州道

### 機場和降落跑道
- 新森楚里航空中心（英语：New Century AirCenter）
- 加德納市立機場（英语：Gardner Municipal Airport (Kansas)）

### 河川湖泊
- 基爾溪（Kill Creek）
- 加德納湖（Lake Gardner）

### 公園
- 韋斯特賽德棒球場（Westside Ballpark）
- 加德納慶祝公園（Gardner Celebration Park）
- 加德納機場公園（Gardner Airport Park）

## 學區
- 加德納學區（Gardner SD 231）（231號堪薩斯州學區）
- 迪索托聯合學區（Desoto USD 232）（232號堪薩斯州聯合學區）
- 奧拉西聯合學區（Olathe USD 233）（233號堪薩斯州聯合學區）